# Osamu Sato (artista)
Osamu Sato (佐藤 理?, Satō Osamu; Kyoto, 14 aprile 1960) è un artista, fotografo e compositore giapponese.

## Biografia
Sato esordì come musicista nel 1983 con l'album di musica ambientale Objectless. Il suo primo videogioco è Eastern Mind: The Lost Souls of Tong Nou, uscito in Giappone per Classic Mac OS nel 1994, e in Nord America per Microsoft Windows durante l'anno seguente. Nel 1998, Sato produsse e compose la musica per il videogioco  per PlayStation LSD: Dream Emulator, che in seguito divenne il suo lavoro più conosciuto al di fuori del Giappone.

## Discografia parziale
- 1983 – Objectless
- 1994 – Transmigration
- 1995 – Equal
- 1997 – Linen Sampler
- 1998 – LSD & Remixes
- 1998 – Lucy in the Sky with Dynamites
- 2017 – Mono
- 2017 – Objectless (Classic Ambient Works and More)
- 2017 – All Things Must Be Equal
- 2018 – LSD Revamped
- 2018 – Grateful in All Things
- 2019 – Collected Ambient Grooves 1993 – 2001
- 2020 – Transformed Collection

## Opere (elenco parziale)

### Videogiochi
- 1994 – Eastern Mind: The Lost Souls of Tong Nou
- 1995 – Chu-Teng
- 1997 – Roly-Polys Ups and Downs
- 1997 – Roly-Polys World Tour
- 1998 – LSD: Dream Emulator
- 1999 – Tokyo Planet Planetokio
- 2000 – Rhythm N Face

### Libri
- 1991 – The Alphabetical Orgasm
- 1992 – Anonymous Animals
- 1993 – The Art of Computer Designing: A Black and White Approach
- 1998 – LSD - Lovely Sweet Dream
- 2017 – All Things Must Be Equal
- 2020 – Grateful in All Things

### Filmati
- 1994 – Compu Movie
- 1994 – The Esoteric Retina